# Jan Neubauer
Jan Křtitel Neubauer (19. května 1813 Vodňany – 22. nebo 23. března 1887 Vídeň) byl rakouský a český vysoký státní úředník a politik, v 2. polovině 19. století poslanec Říšské rady.

## Biografie
Od roku 1837 pracoval ve státní službě. Působil jako právní úředník, nejdříve justiciár u pražského městského soudu, a dále ve fiskální správě v Praze. V 60. letech 19. století zastával funkci místodržitelského rady v Praze. Počátkem 70. let se podílel na vyjednávání tzv. fundamentálních článků (pokus o česko-rakouské vyrovnání). Po pádu vlády Karla von Hohenwarta byl přeložen na finanční správu. Od roku 1872 byl ministerským radou na ministerstvu financí.
Angažoval se i v politice. Dlouhodobě zasedal v pražském zastupitelstvu. Působil i jako poslanec Říšské rady (celostátního parlamentu Předlitavska), kam usedl v doplňovacích volbách roku 1882 za kurii venkovských obcí v Čechách, obvod Jičín, Nová Paka atd. Slib složil 5. prosince 1882. Ve volebním období 1879–1885 se uvádí jako rytíř Johann von Neubauer, c. k. penzionovaný ministerský rada, bytem Vídeň.
Do parlamentu usedl místo rezignovavšího Františka Čapka coby kandidát českého státoprávního tábora (staročeská strana). Na Říšské radě vstoupil do Českého klubu (jednotné parlamentní zastoupení, do kterého se sdružili staročeši, mladočeši, česká konzervativní šlechta a moravští národní poslanci). Pokračování parlamentní kariéry se po roce 1885 vzdal kvůli zdravotním komplikacím.
Měl šlechtický rytířský titul. V roce 1865 získal Řád železné koruny a roku 1879 i Císařský rakouský řád Leopoldův. Město Vodňany mu udělilo čestné občanství.

## Rodina a úmrtí
Neubauer byl dvakrát ženat. Z prvního manželství s Terezií Hlavsovou (* 1821) se narodila dcera Anna (* 1847), obě před rokem 1850 zemřely. Z druhého manželství s Terezií (* 1821), dcerou pražského architekta Františka Pavíčka, měl syna Jana (* 1851), který studoval práva.
Zemřel v březnu 1887 ve Vídni. Zemřel ve svém vídeňském bytě v Porzellangasse 56. Tělo byl převezeno do rodinné hrobky ve Vodňanech.